# Gran Misión A Toda Vida Venezuela
La Gran Misión A Toda Vida Venezuela es una política gubernamental creada el 20 de junio de 2012 en Venezuela durante el Gobierno del expresidente Hugo Chávez para combatir la inseguridad en ese país.
El lanzamiento de la Misión A Toda Vida incluye la presentación del nuevo Código Orgánico Procesal Penal, la aprobación de recursos para el Plan de Municipalización de la Justicia y el inicio de experiencias de mancomunidades de policías municipales.
La Gran Misión A Toda Vida Venezuela es una política integral que atenderá directamente al pueblo, garantizando la seguridad de todas y de todos, afirmó Reinaldo Hidalgo, secretario técnico de dicha iniciativa.
El secretario técnico consideró que es importante que los mandatarios regionales y locales entiendan el papel del Ministerio del Poder Popular para las Relaciones Interiores y Justicia, lo cual permitirá establecer un nuevo modelo de seguridad en el país.
“La Gran Misión A Toda Vida Venezuela no es un plan de seguridad, sino una política integral que amerita el esfuerzo de todas y cada una de las instancias del Estado, por eso hemos insistido en crear estos espacios del diálogo”, apuntó.
Dijo que en un lapso de 90 días la misión contará con 24 Comandos Estadales de Integración, los cuales se convertirán en una fuerza de monitoreo y articulación con los órganos del Estado para disminuir los índices delictivos en el país. Estos contarán con una comisión de justicia penal y prevención ciudadana, entre otras.
Dijo que también se está avanzando en la incorporación de la y los jóvenes al campo educativo y laboral, a través de la Misión Ribas y la Gran Misión Saber y Trabajo, respectivamente, así como la creación de escuelas integrales de artes con el Ministerio del Poder Popular para la Cultura para ser instaladas en los 79 municipios priorizados.

## Vértices
La nueva misión tiene 8 vértices de acción. Los primeros 2 son la prevención integral junto a la convivencia solidaria, y el fortalecimiento de los órganos de seguridad ciudadana para el pueblo. 
El tercer vértice lo constituyen la transformación del sistema de justicia penal y la creación de mecanismos alternativos de resolución de conflictos.
También se propone transformar el sistema penitenciario, instalar un sistema nacional de atención a las víctimas, así como crear y socializar el conocimiento para la convivencia y la seguridad ciudadana.
El séptimo plantea el combate contra el uso indebido y tráfico de drogas
El octavo es contra la legitimación de capitales.
8 Vértices de acción de la Gran Misión A Toda Vida Venezuela
https://www.youtube.com/watch?v=PRKaefghvqc